# Поникшонок
Поникшонок, Поникшеньга — река в России, протекает в Никольском районе Вологодской области и Вохомском районе Костромской области. Устье реки находится в 3 км по правому берегу реки Большая Речка. Длина реки составляет 10 км.
Исток реки находится на территории Вологодской области в ненаселённом лесном массиве близ границы с Костромской областью в 14 км к северо-востоку от посёлка Высокинский. Река течёт по ненаселённому лесу на юго-восток, впадает в Большую Речку у одноимённой нежилой деревни на территории Костромской области.

## Данные водного реестра
По данным государственного водного реестра России относится к Верхневолжскому бассейновому округу, водохозяйственный участок реки — Ветлуга от истока до города Ветлуга, речной подбассейн реки — Волга от впадения Оки до Куйбышевского водохранилища (без бассейна Суры). Речной бассейн реки — (Верхняя) Волга до Куйбышевского водохранилища (без бассейна Оки).
По данным геоинформационной системы водохозяйственного районирования территории РФ, подготовленной Федеральным агентством водных ресурсов:
- Код водного объекта в государственном водном реестре — 08010400112110000041059
- Код по гидрологической изученности (ГИ) — 110004105
- Код бассейна — 08.01.04.001
- Номер тома по ГИ — 10
- Выпуск по ГИ — 0